# Erythroneura kerzhneri
Erythroneura kerzhneri är en insektsart som beskrevs av Dmitry A. Dmitriev och Dietrich 2007. Erythroneura kerzhneri ingår i släktet Erythroneura och familjen dvärgstritar. Inga underarter finns listade i Catalogue of Life.